# Ivan Chichman
Ivan Chichman III (en bulgare Иван Шишман, romanisation dans les pays anglo-saxons : Šišman) est un tsar bulgare, né vers 1350-1351, qui a régné à Veliko Tǎrnovo de 1371 à 1395.

## Biographie
Ivan Šišman était le fils ainé d'Ivan Alexandre de Bulgarie et de sa seconde femme, une juive convertie au christianisme orthodoxe et baptisée sous le nom de Théodora. En raison des intrigues de sa mère ou bien parce qu'il fut le premier enfant né après l'accession de son père au trône, Ivan Šišman devint l'héritier après la mort de deux de ses demi-frères ainés; Ivan Asen  en 1354 et Michel Asen en 1355 et il est couronné coempereur au plus tard en 1356. Il en résulta la sécession de son troisième demi-frère aîné, Ivan Stracimir à Vidin. Avec son père et son frère cadet Ivan Asen IV, Ivan Šišman présida les synodes ecclésiastiques à Tǎrnovo dans la fin des années 1360.
À la mort de son père au début de 1371, Ivan Šišman hérita de la partie centrale de la Bulgarie avec pour capitale Tǎrnovo. Ivan Stratsimir de Vidin et Dobrotitsa de Dobroudja restèrent totalement indépendants. Bien qu'en 1371, la Valachie ait encore reconnu la suzeraineté d'Ivan Alexandre, comme le montre une requête commerciale, en 1386, pendant une guerre mal connue dans laquelle Ivan Šišman défit et tua Dan Ier de Valachie, elle était probablement déjà indépendante. Cette année-là, Ivan Šišman attaqua Ivanko, le nouveau despote de Dobroudja, qui était le neveu de Dan I, sans parvenir, malgré la mort de l'allié d'Ivanko, à ramener la Dobroudja sous son influence.
Le règne d'Ivan Šišman est inextricablement lié à la chute de la Bulgarie sous la domination de l'Empire ottoman. Peu après l'avènement d'Ivan Šišman, les forces unies des nobles serbes menées par le roi Vukašin Mrnjavčević furent vaincus par les Turcs ottomans à la bataille de la Marica le 26 septembre 1371. Les Ottomans entrèrent en Bulgarie et Ivan Šišman fut forcé de reconnaître la domination ottomane et d'envoyer sa sœur Thamar (Kera Tamara) comme épouse du sultan Murad Ier en 1373.
Malgré cette capitulation, les Ottomans poursuivirent leur conquête de la Bulgarie, avec la prise d'Ihtiman en 1378, Sofia en 1383 et Niš en 1385. Encouragé par la victoire serbe et bosniaque sur les Ottomans à la Bataille de Pločnik en 1387, Ivan refuse de soutenir Murad Ier ou de reconnaître sa suzeraineté. Les représailles ottomanes sont brutales. Ivan est assiégé à Nicopolis sur le Danube en 1388 et doit se rendre. Il parvient à garder la plus grande partie de son royaume mais doit céder Silistra au sultan. Après une tentative de revenir sur ses promesses, il se retrouve de nouveau assiégé à Nikopol, doit céder Drastar et permettre l'installation de garnisons ottomanes dans d'autres forteresses importantes.
Malgré l'assassinat du sultan Murad avant la Bataille de Kosovo Polje en 1389, les Ottomans écrasent la coalition chrétienne et peuvent ensuite se retourner contre Ivan Šišman. En 1393, le nouveau sultan Bayezid Ier envahit par surprise la Bulgarie et en assiège la capitale, dont la défense est confiée au patriarche bulgare Evtimiy, tandis qu'Ivan Šišman s'est une fois de plus réfugié à Nicopol. Après trois mois de siège, Tǎrnovo tombe par trahison le 17 juillet 1393, date parfois considérée comme le terme du second royaume bulgare, bien qu'Ivan Šišman et Ivan Sracimir soient encore en activité à cette date.
Ivan Šišman continue de régner à Nicopolis comme vassal de l'empire ottoman, jusqu'à ce que Bayezid le fasse décapiter le 3 juin 1395 avec 110 nobles de Veliko Tarnovo et annexe le reste de son territoire.

## Union et descendance
Ivan Šišman a contracté plusieurs unions :
- une fille du seigneur Desila, sans postérité
- Dragana fille du tsar des Serbes Lazar Hrebeljanović, mère de
  - Fruzjine (i.e Euphrosyn) ou Vladislav, qui se réfugie en Hongrie. Prétendant au trône en 1425, diplomate en Albanie en 1435, il meurt après 1460.
  - Jean Alexandre (II) ou Michel, emmené en Asie Mineure, où il se convertit à l'Islam, gouverneur Ottoman d'Éphèse et de Smyrne de 1414 jusqu'à sa mort en 1419 dans une expédition contre une secte hérétique turque de la presqu'île de Karaburun.
- une noble grecque de la famille des Philanthropènes,
  - Joseph II de Constantinople